# 奥雷奥卡斯特龙
奥雷奥卡斯特龙（希臘語：Ωραιόκαστρο）是希腊中马其顿大区塞萨洛尼基专区的市镇，行政中心为同名城市奥雷奥卡斯特龙。市镇面积为217.86平方公里，2021年人口数量为40,004人。
现今范围的市镇设立于2011年地方政府改革中，由原3个市镇合并而成，原市镇则成为此市镇的3个市区。奥雷奥卡斯特龙市区（即原奥雷奥卡斯特龙市镇）的面积为21.855平方公里，2021年人口数量为23,626人。